# Lösung (Software)
In der IT-Branche versteht man unter einer Lösung eine Anwendungssoftware oder eine Kombination aus Software und Hardware für eine bestimmte, konkrete Aufgabenstellung, die also der Lösung eines konkreten Problems des Kunden dient.
Softwareunternehmen, die solche Anwendungsprogramme entwickeln und/oder vertreiben, nennt man im Unterschied zu den Systemsoftware-Herstellern auch Lösungsanbieter. Lösungsanbieter sind sowohl Großunternehmen wie z. B. IBM oder SAP, als auch mittelständische Softwarehäuser jeglicher Größe und Spezialisierung. Solche Lösungsanbieter, die nicht selbst Software herstellen, sondern Programme dritter vertreiben und für den Kunden anpassen, nennt man auch Systemintegratoren.
Es wird unterschieden zwischen horizontalen Lösungen, welche sich zumeist branchenunabhängigen Infrastrukturaufgaben widmen, wie z. B. 
- Dokumentenmanagement,
- Arbeitsablauf oder
- E-Mail

und vertikalen Lösungen für typische Aufgaben einer oder einiger weniger Branchen wie z. B. 
- Krankenhauslösungen,
- Spezialprogramme für Fitness-Center oder
- Umweltinformationssysteme.

In diesem Sinne wird auch zwischen horizontalen und vertikalen Märkten unterschieden.
Ferner wird unterschieden zwischen 
- Standardsoftware,
- Branchenlösungen und
- Individuallösungen.